# エフィム・ゼルマノフ
エフィム・イサーコヴィチ・ゼルマノフ（英語: Efim Isaakovich Zelmanov, ロシア語: Ефим Исаакович Зельманов, 1955年9月7日 - ）はロシアの数学者。カリフォルニア大学サンディエゴ校教授。フィールズ賞受賞者。

## 経歴
1955年、ソビエト連邦ハバロフスクに生まれる。1977年、ノヴォシビルスク大学で修士号を取得。1980年、ノヴォシビルスク大学で博士号を取得。
1985年、レニングラード国立大学でhabilitationを取得。
1990年ウィスコンシン大学マディソン校教授となる。1994年、シカゴ大学教授に就任。1995年 - イェール大学教授に就任。2002年、カリフォルニア大学サンディエゴ校教授に就任。

## 研究内容・業績
専門は代数学（特にジョルダン代数、非結合的代数、無限離散群、副有限群）
- 有限次元ジョルダン代数の結果を無限次元に拡張した。
- 制限バーンサイド問題の解決。

## 受賞
- 1994年：フィールズ賞受賞。